# Міненко Віктор Аркадійович
Міненко Віктор Аркадійович (нар. м.Львів, Україна.  пом. 30 жовтня 2014, м. Львів, Україна.— український тренер зі стрільби з луку, тренер Школи вищої спортивної майстерності (м. Львів), майстер спорту СРСР, Заслужений тренер СРСР, Заслужений тренер України.

## Біографія
Віктор Миненко здобув освіту у Львівському державному інституті фізичної культури.
Пізніше працював тренером на кафедрі стрільби та технічних видів спорту Львівського державного інституту фізичної культури, Спеціалізованої дитячо-юнацької школи олімпійського резерву «Електрон», а також Школи вищої спортивної майстерності (всі — м. Львів).
За час роботи на тренерській ниві Віктором Міненком було підготовано більше 20 майстрів спорту міжнародного класу, зокрема, він був тренером у заслужених майстрів спорту України, переможців міжнародних та олімпійських змагань Маріяна Івашка та Юлії Лобдженідзе. Підопічні Віктора Міненка були неодноразовими переможцями чемпіонатів світу та Європи, а також викликались до лав національної збірної команди України зі стрільби з лука на Олімпійських іграх в Пекіні та Лондоні.
Віктор Міненко був оптимістом, міг жартами зняти напругу у складних ситуаціях, давав поради своїм учням, за що ті поважали тренера.
У 2009 році йому було присуджено стипендія Кабінету Міністрів України видатним спортсменам, тренерам та діячам фізичної культури і спорту на один рік.
Віктор Міненко помер 30 жовтня 2014 року у м. Львів. Прощання з тренером та його поховання відбулось 1 листопада 2014 року.